# Iver Henningsen
Iver Henningsen (12. august 1874 i Haderslev – 30. november 1958 smst) var en dansk sønderjyde, som gjorde tjeneste i 1. verdenskrig.

## Biografi
Henningsen var den ældste søn af malermester Eduard Lauritzen Henningsen og Catharina Cecilia f. Petersen. Han var uddannet maler og aftjente fra 1892-94 sin værnepligt i Haderslev. Han drog derefter på valsen til blandt andet Schweitz og forskellige byer i Tyskland, og vendte tilbage til Haderslev, hvor han slog sig ned som maler og blev gift. Hans hustru døde fire år senere, og han giftede sig igen nogle år senere og havde ved krigsudbruddet tre små sønner.
Henningsen blev ikke indkaldt med det samme, trods at han var i den værnepligtige alder. I 1897 blev han erklæret for uanvendelig til fronttjeneste. I begyndelsen af 1915 trådte han ind i hæren og deltog i kampene på Østfronten som sanitetssoldat. I 1916 kom Henningsen til Vestfronten, og blev et år efter hårdt såret. Efter et ophold på fire måneder på et hospital i Würzburg, blev han overført til lazarettet i Haderslev. Han blev herfra hjemsendt med en invalidepension.
Efter krigen genoptog han sin malevirksomhed, men døjede resten af livet med en krigsskade. Det fremgår af hans breve, at han havde tænkt sig at skrive en bog om sine oplevelser under krigen, hvor også de mange tegninger, han lavede, skulle indgå. Bogen blev aldrig til noget og kun ved et tilfælde overlevede hans optegnelser og tegninger, som befinder sig i familiens eje.